# Bosques primarios de haya de Uholka-Shyrokyi Luh

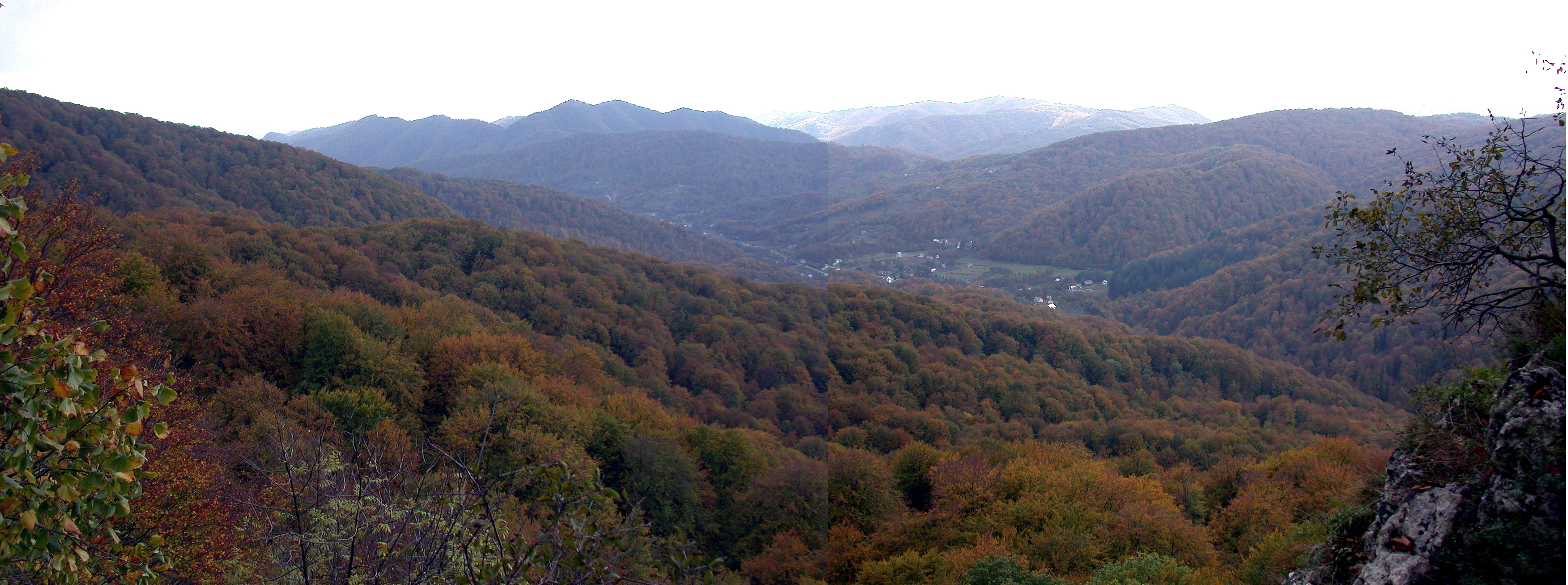
Vista del valle Mala Uholka

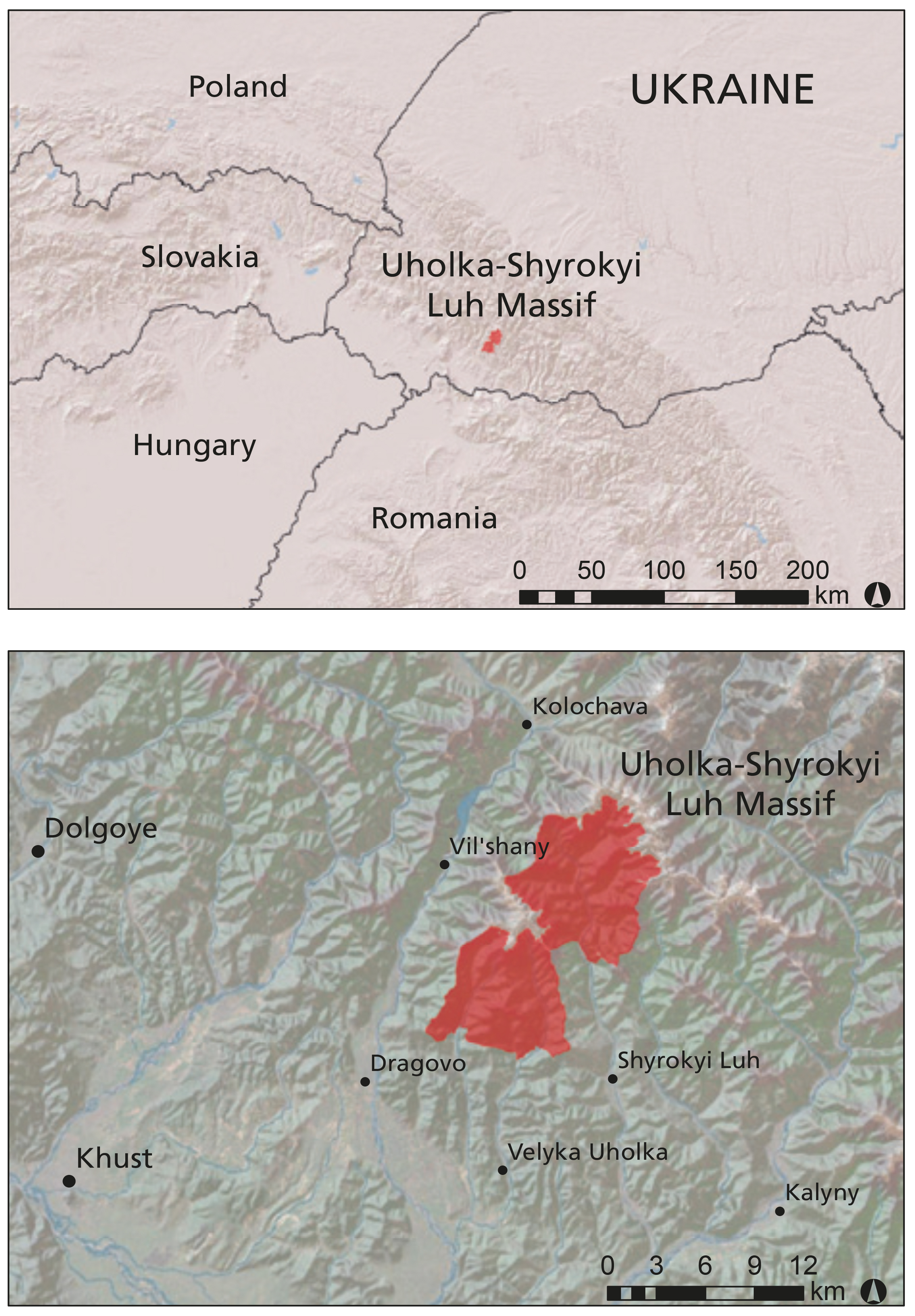
Ubicación de la reserva de Uholka [48° 16′ N, 23° 40′ O] y de Shyrokyi Luh [48° 20′ N, 23° 44′ O

El área protegida Uholka-Shyrokyi Luh se encuentra en Transcarpacia (también montañas de los Cárpatos) y pertenece a la Reserva de la Biosfera de los Cárpatos. Esta reserva contiene el bosque primario más grande del mundo de haya roja (Fagus sylvatica L.), alrededor de 8800 ha. Partes de estos bosques de hayas ya estaban protegidos en 1920. Desde 1992, la reserva es Patrimonio natural de la Humanidad de la UNESCO, y se extendió en 2007/2011 con otros bosques (viejos) de hayas en Europa. Uholka-Schyrokyj Luh es el sujeto de investigaciones en el campo de las ciencias naturales. Sus bosques fueron inventariados por primera vez en 2010 por medio de un proyecto ucraniano-suizo. Para 2019, se planea un secundo inventario para verificar la evolución de estos bosques. Además, en 2001 se creó un área de investigación de 200 por 500 m (10 hectáreas) en Mala Uholka.

## Resultados del inventario forestal
El área de investigación de Uholka-Shyrokyi Luh comprende 10300 ha de bosque, 8800 de los cuales se consideran bosques primarios, mientras el resto es bosque natural. En 314 parcelas muestrales de 500 m² cada una, se midieron todos los árboles a partir de 6 cm de diámetro (diámetro a la altura del pecho, DAP). El 97% de los árboles medidos son hayas, entre los cuales los más viejos deberían tener alrededor de 500 años. De los 6779 árboles muestra vivos, el más grueso era un olmo (Ulmus glabra Huds.) con 150 cm de diámetro, mientras que el haya más grueso tenía 140 cm de diámetro. Por hectárea hay 10 hayas con un diámetro de al menos 80 cm. La cantidad media de árboles vivos es de 435 N/ha, con un área basimétrica de 36.6 m²/ha y un volumen de madera de 582 m³/ha. Además, se comprobaron 163 m³/ha de madera muerta en pie y en el suelo. La estructura vertical del bosque es principalmente de tres estratos, y los espacios entre las copas son generalmente apenas más grandes que la copa de un árbol dominante.

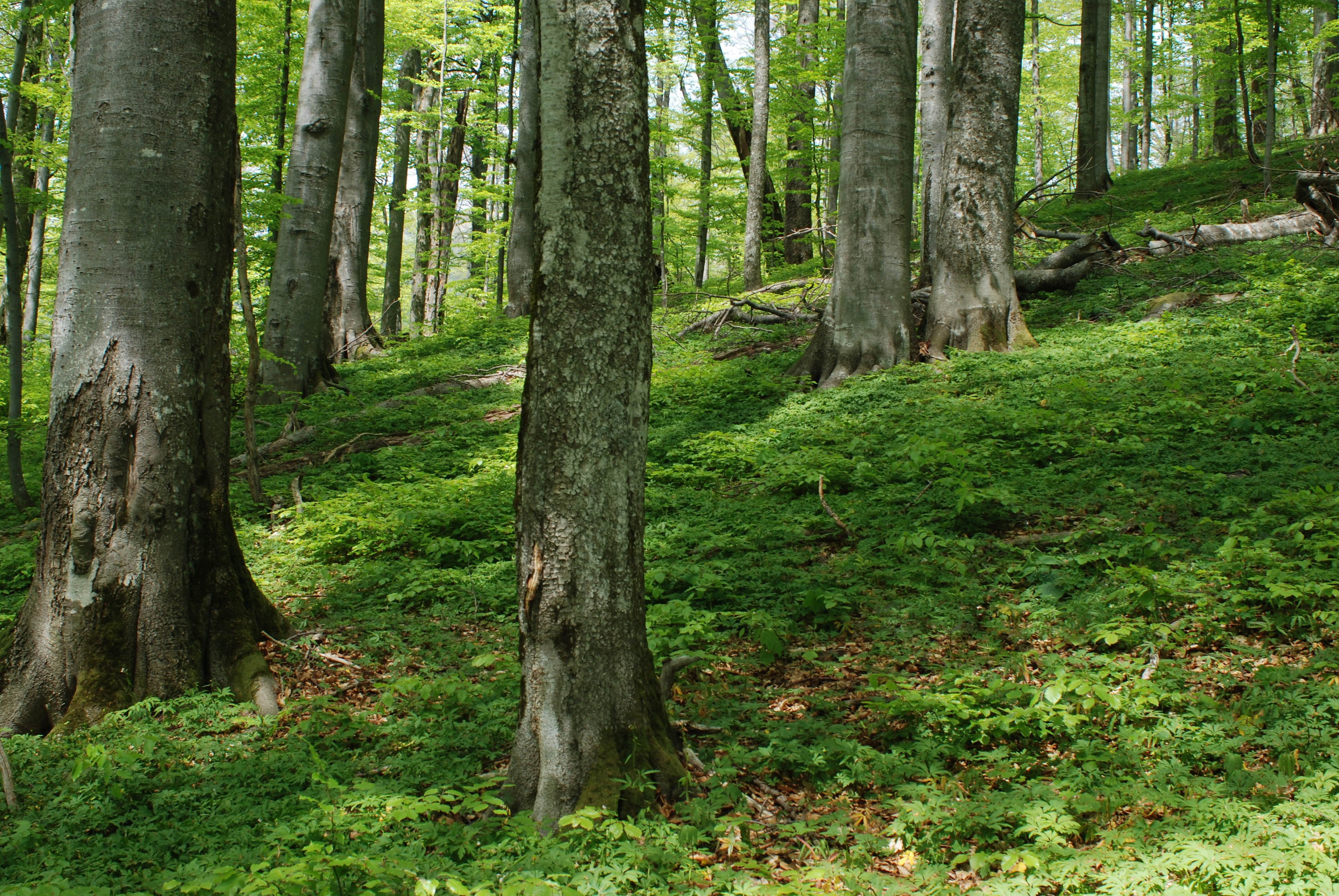
Bosques primarios de haya (Uholka-Shyrokyi Luh)
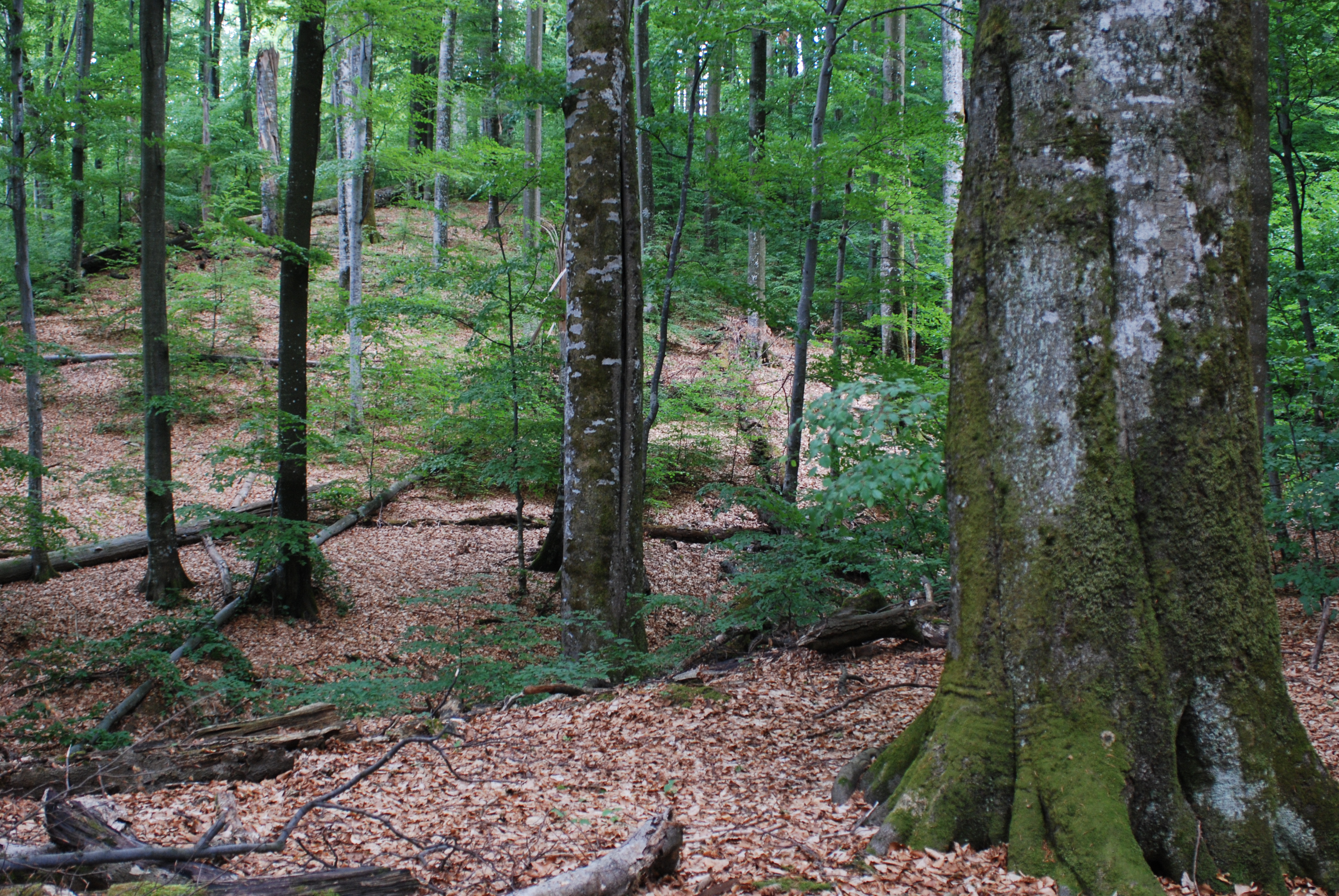
Bosques primarios (Mala Uholka)
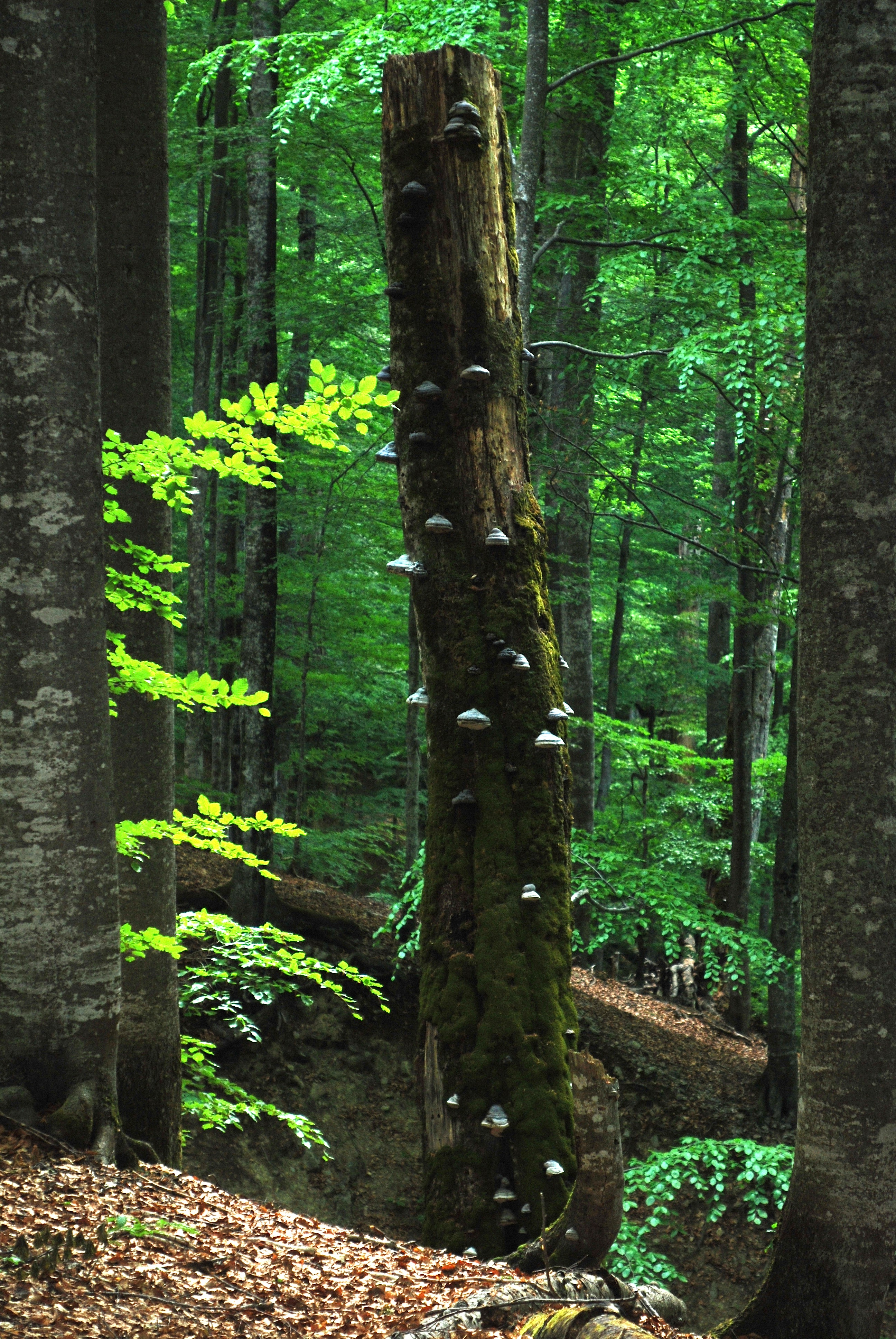
Madera muerta en pie
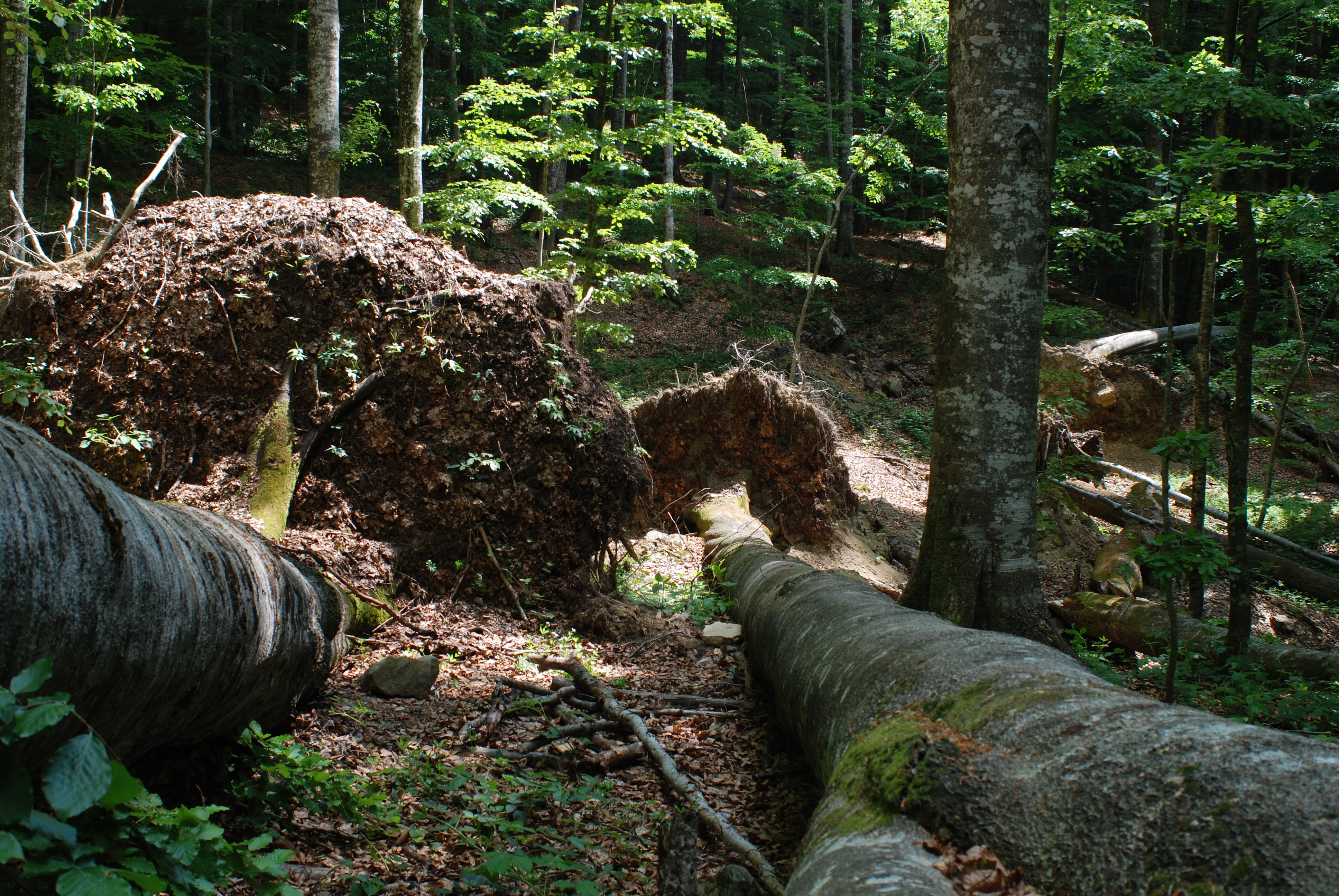
Daños por tormenta de viento en Shyrokyi Luh
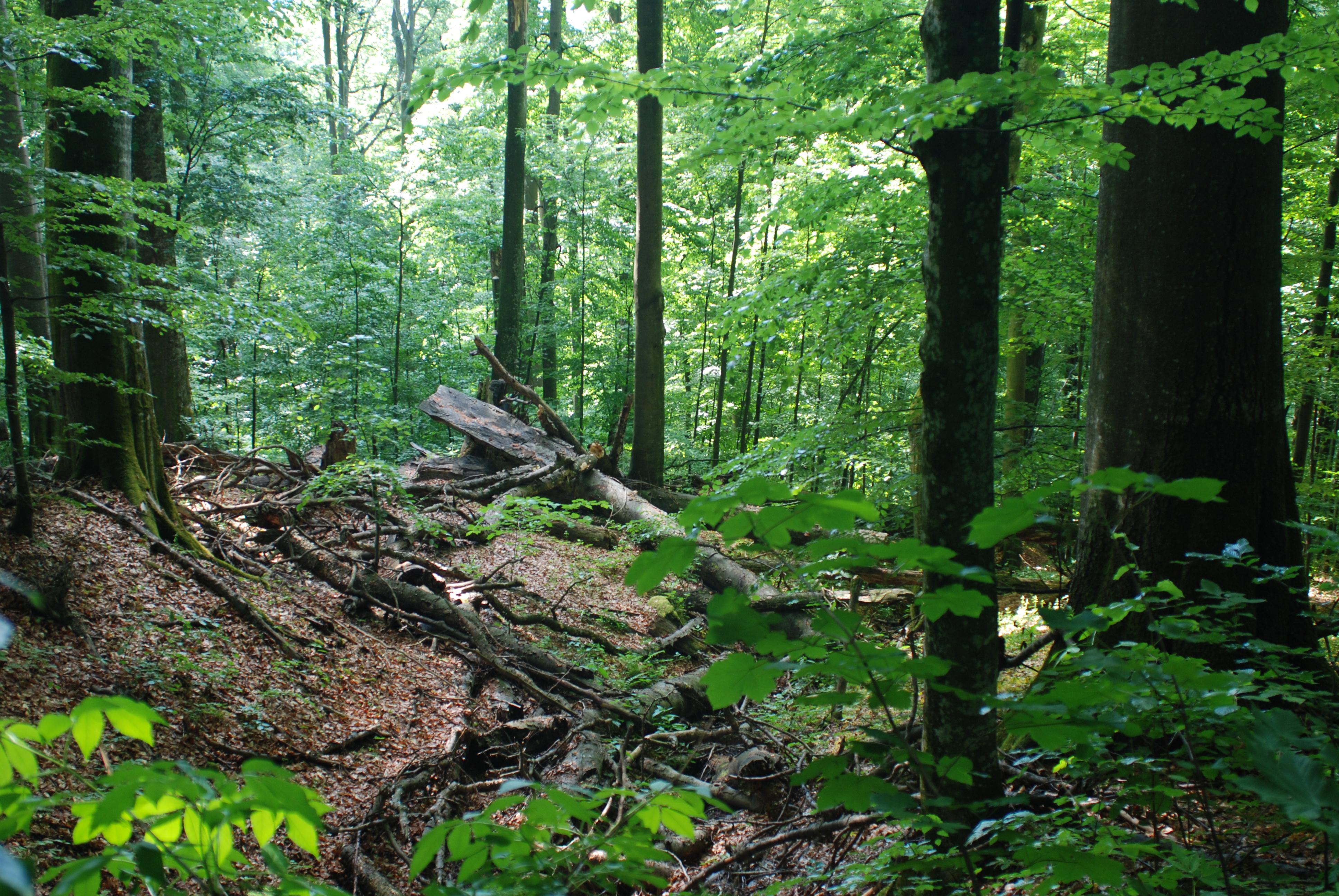
Parcela muestral de investigación (Mala Uholka)
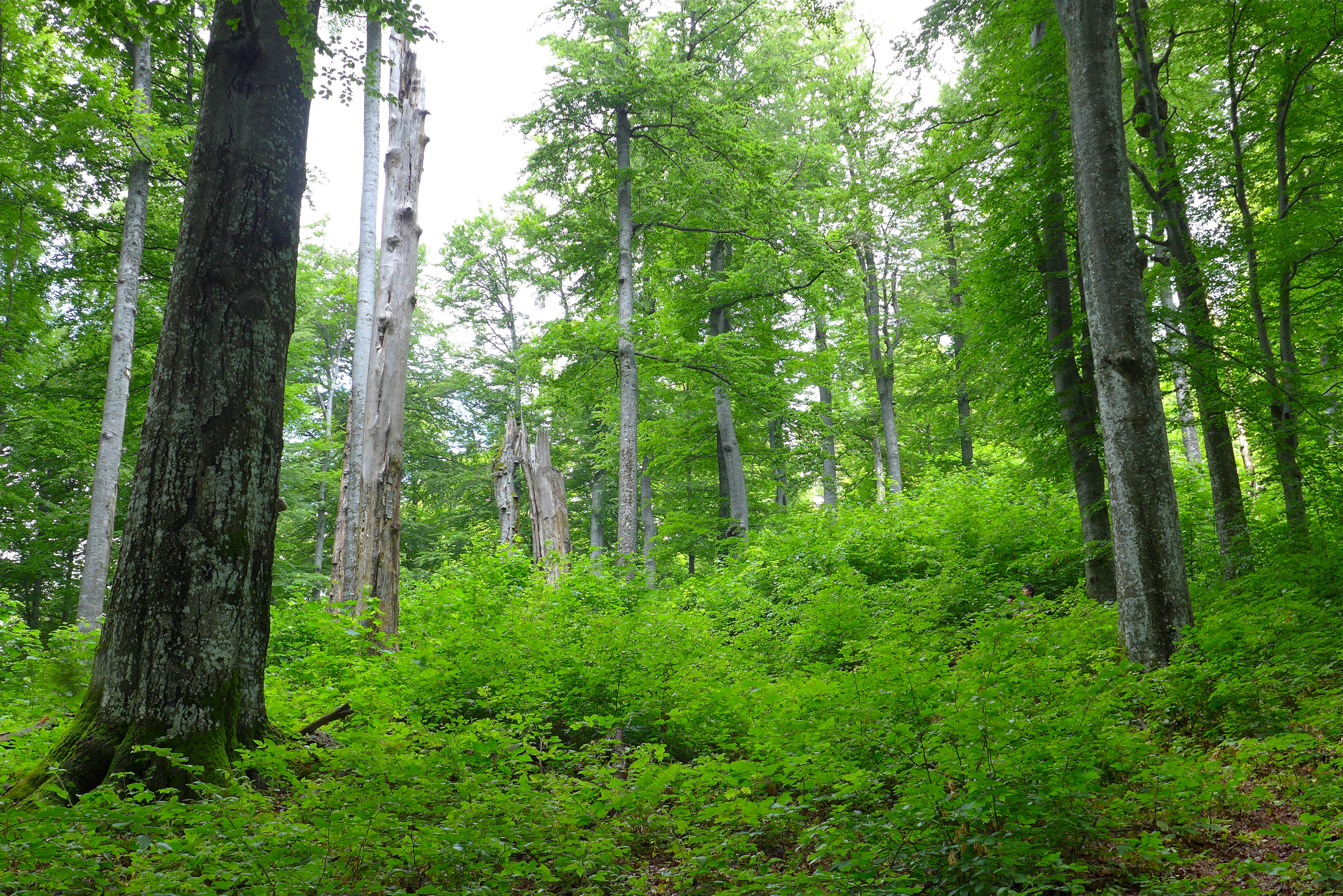
Regeneración después de tormenta de viento (Mala Uholka)
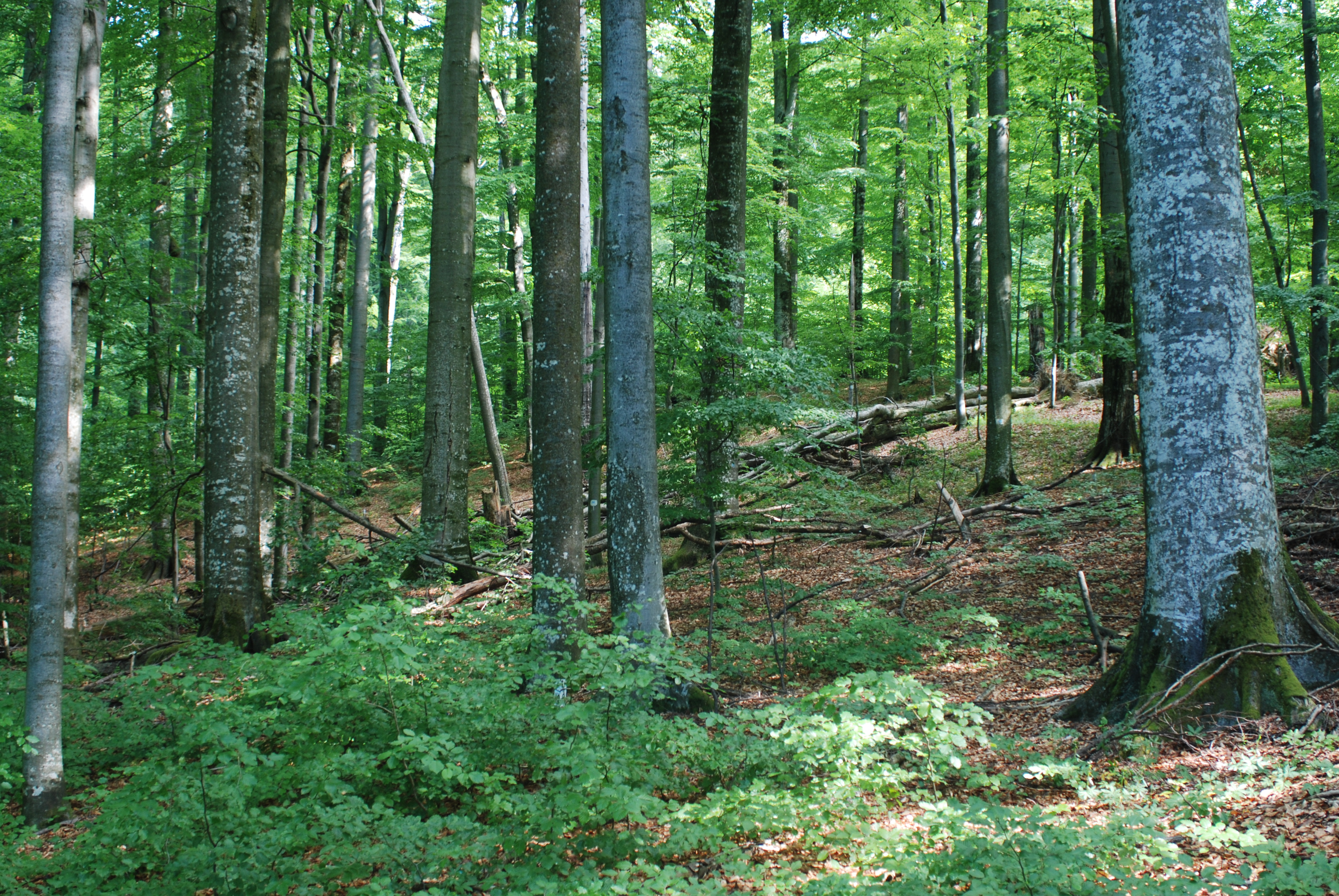
Parcela muestral de investigación (Mala Uholka)
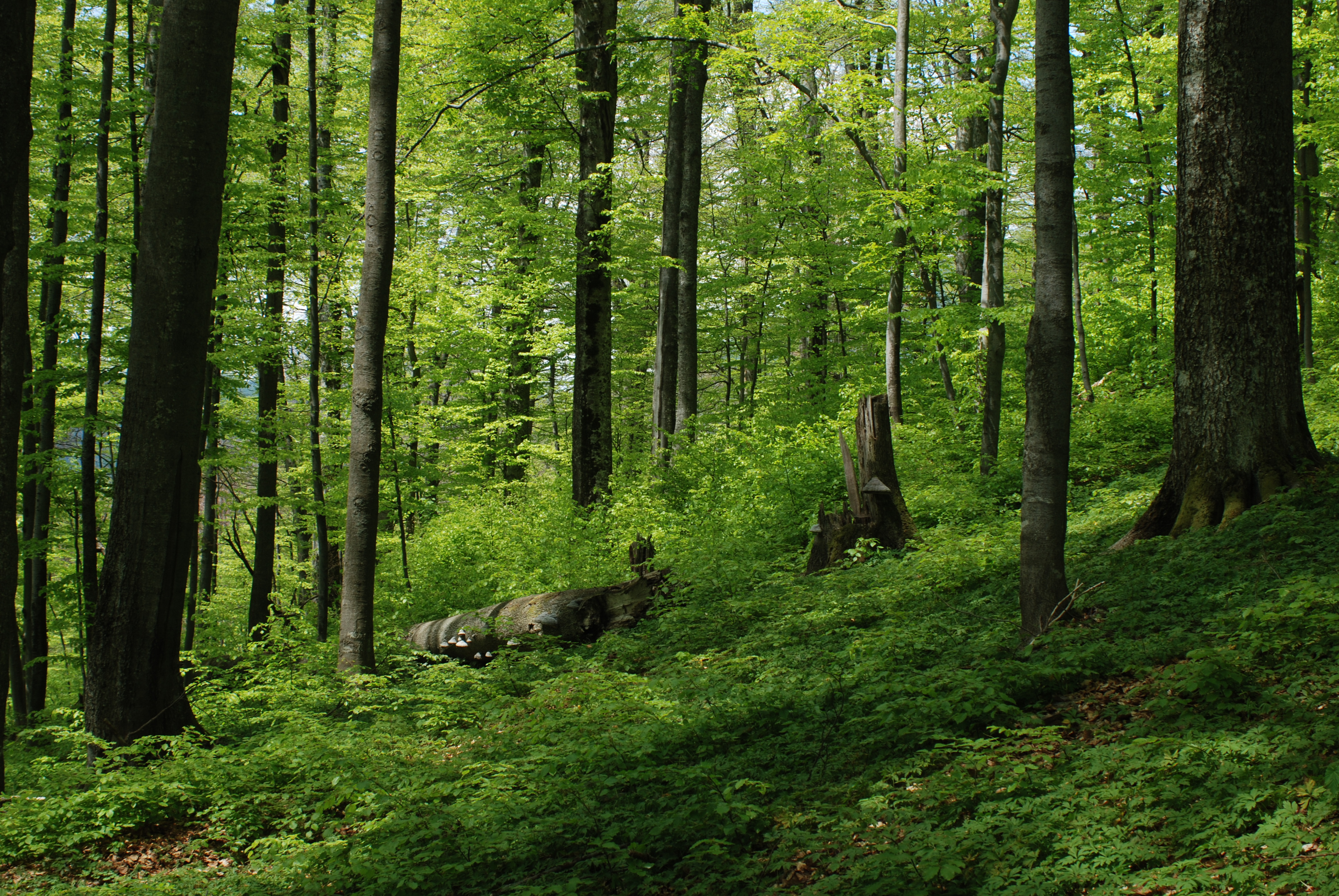
Zona de regeneración (Shyrokyi Luh)